# Maurilio Fossati
Maurilio Fossati (Arona, 24 maggio 1876 – Torino, 30 marzo 1965) è stato un cardinale e arcivescovo cattolico italiano.

## Biografia
Entrò nella congregazione degli Oblati dei Santi Gaudenzio e Carlo di Novara e fu ordinato sacerdote il 27 novembre 1898. Tra il 1915 e il 1924 fu rettore del Sacro Monte di Varallo. Fu eletto vescovo di Nuoro il 24 marzo 1924 e consacrato vescovo il 27 aprile 1924 dal cardinale Giuseppe Gamba.
Fu promosso arcivescovo di Sassari il 2 ottobre 1929. Fu eletto arcivescovo di Torino l'11 dicembre 1930. Papa Pio XI lo elevò al rango di cardinale nel concistoro del 13 marzo 1933. Durante la seconda guerra mondiale, fu attivo nell'aiuto agli ebrei della Shoah, facendoli nascondere nei monasteri della città, e aiutando l'organizzazione DELASEM, con la collaborazione di Francesco Repetto.
Nel 1937 approvò la nascita dei Cultores Sanctae Sindonis, un sodalizio nato nell'ambito della Confraternita del SS. Sudario con lo scopo di coordinare gli studi scientifici allora in atto sulla Santa Sindone. Questo sodalizio sarà poi sostituito su suggerimento dello stesso Fossati dal Centro Internazionale di Sindonologia, il cui statuto fu approvato dal cardinale il 18 dicembre 1959. Durante la Resistenza Fossati appoggiò i partigiani in molti episodi, inviando anche don Piero Giacobbo come cappellano dei partigiani.
Nel dopoguerra fu l'ideatore dell'esperienza dei cappellani del lavoro (con don Esterino Bosco, don Ugo Saroglia, don Giovanni Pignata e don Piero Giacobbo), per iniziare una presenza della chiesa a fianco della classe operaia, da cui poi nasceranno qualche anno dopo i preti operai.
Il 3 novembre 1954 fu presidente della prima riunione del Comitato direttivo della Conferenza Episcopale Italiana.
Morì il 30 marzo 1965 all'età di 88 anni. Fu sepolto nella cappella del Seminario di Rivoli a Torino; nel 1977 i suoi resti furono traslati nel Santuario della Consolata.
Gli è stata dedicata una via a Sassari ed una a Torino.

## Genealogia episcopale e successione apostolica
La genealogia episcopale è:
- Cardinale Scipione Rebiba
- Cardinale Giulio Antonio Santori
- Cardinale Girolamo Bernerio, O.P.
- Arcivescovo Galeazzo Sanvitale
- Cardinale Ludovico Ludovisi
- Cardinale Luigi Caetani
- Cardinale Ulderico Carpegna
- Cardinale Paluzzo Paluzzi Altieri degli Albertoni
- Papa Benedetto XIII
- Papa Benedetto XIV
- Cardinale Enrico Enriquez
- Arcivescovo Manuel Quintano Bonifaz
- Cardinale Buenaventura Córdoba Espinosa de la Cerda
- Cardinale Giuseppe Maria Doria Pamphilj
- Papa Pio VIII
- Papa Pio IX
- Cardinale Alessandro Franchi
- Cardinale Giovanni Simeoni
- Cardinale Antonio Agliardi
- Vescovo Giacinto Arcangeli
- Cardinale Giuseppe Gamba
- Cardinale Maurilio Fossati, O.SS.G.C.N.

La successione apostolica è:
- Vescovo Giovanni Pirastru (1930)
- Arcivescovo Francesco Imberti (1932)
- Vescovo Giuseppe Debernardi (1933)
- Vescovo Luigi Maria Grassi, B. (1933)
- Vescovo Paolo Rostagno (1935)
- Vescovo Carlo Rossi (1937)
- Vescovo Felice Beccaro (1939)
- Vescovo Giuseppe Angrisani (1940)
- Vescovo Egidio Luigi Lanzo, O.F.M.Cap. (1940)
- Vescovo Carlo Stoppa (1943)
- Vescovo Giuseppe Dell'Omo (1943)
- Arcivescovo Giuseppe Burzio (1946)
- Vescovo Vincenzo Gili (1946)
- Vescovo Antonio Picconi (1946)
- Vescovo Carlo Maria Cavallera, I.M.C. (1947)
- Vescovo Francesco Bottino (1948)
- Arcivescovo Guido Tonetti (1950)
- Vescovo Orestes Marengo, S.D.B. (1951)
- Vescovo Giuseppe Garneri (1954)
- Vescovo Lorenzo Bessone, I.M.C. (1954)
- Arcivescovo Felicissimo Stefano Tinivella, O.F.M. (1955)
- Vescovo Pier Giorgio Chiappero, O.F.M. (1959)